# Dorfkirche Söllnitz

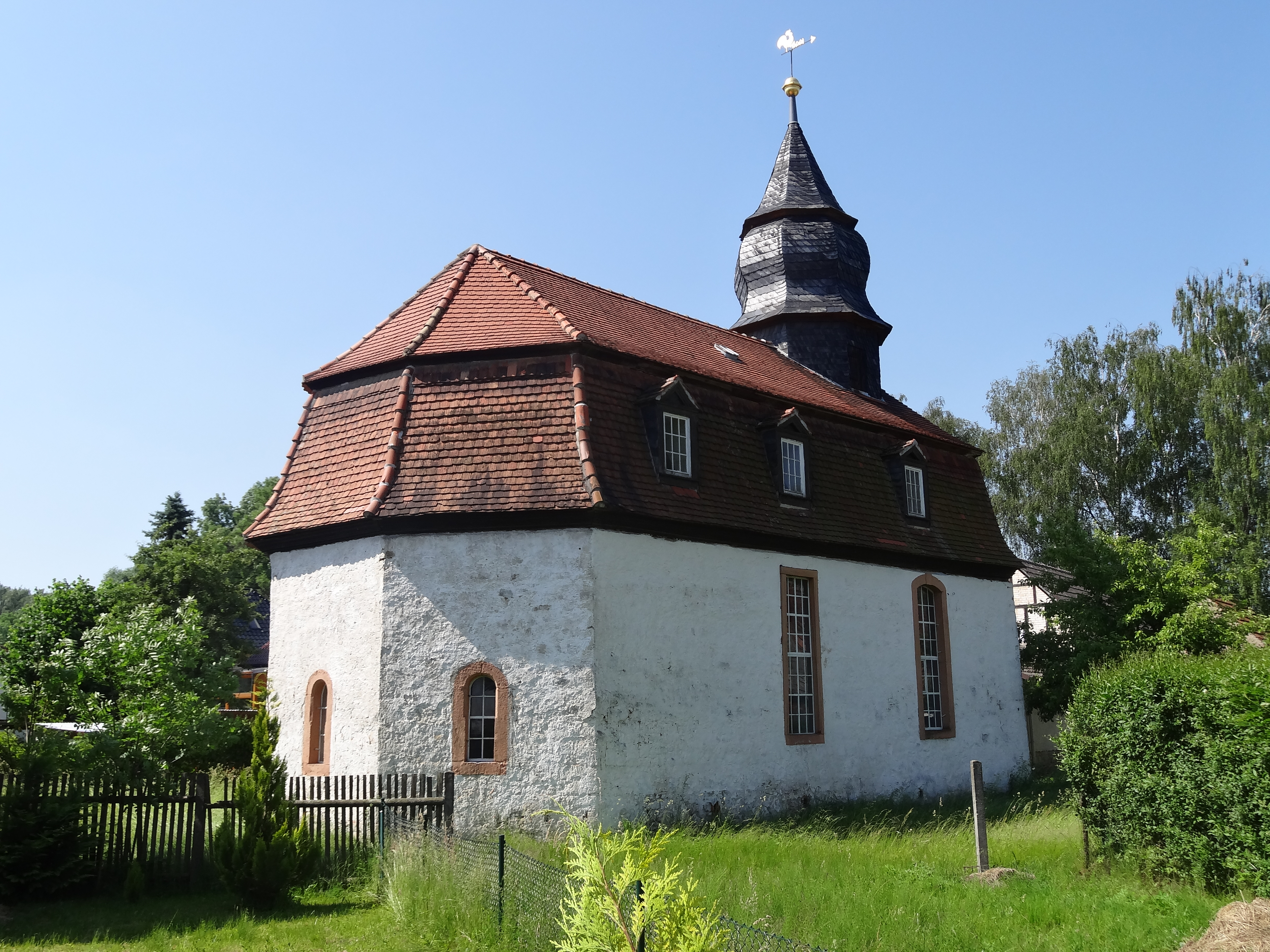
Kirche von Nordosten

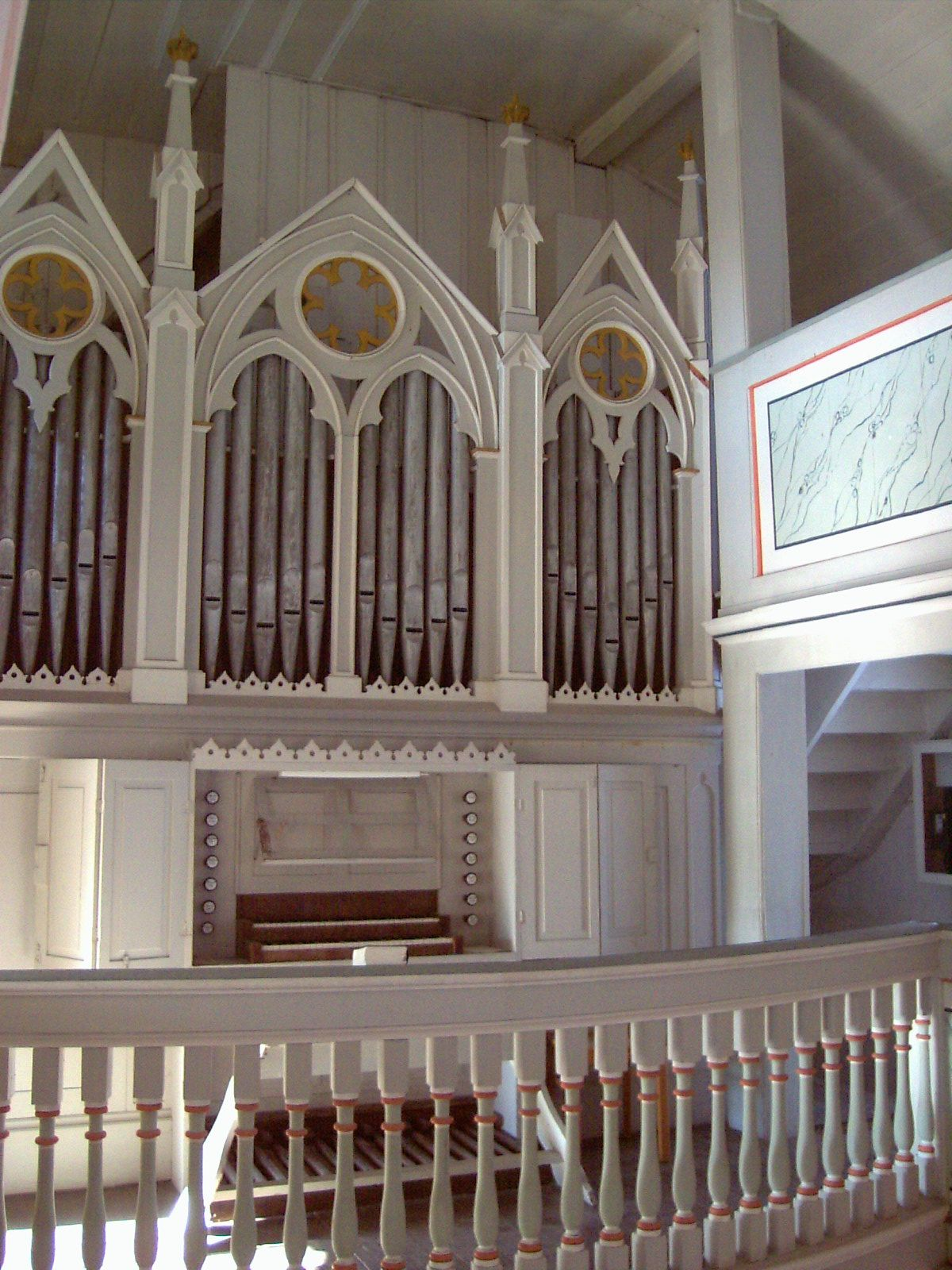
Orgel, Emporen, Deckenpfeiler

Die evangelische Dorfkirche Söllnitz steht im Ortsteil Söllnitz der Stadt Blankenhain im Landkreis Weimarer Land in Thüringen.

## Lage
Die Dorfkirche steht in einer Niederung, die oft vom Hochwasser heimgesucht wird.

## Geschichte

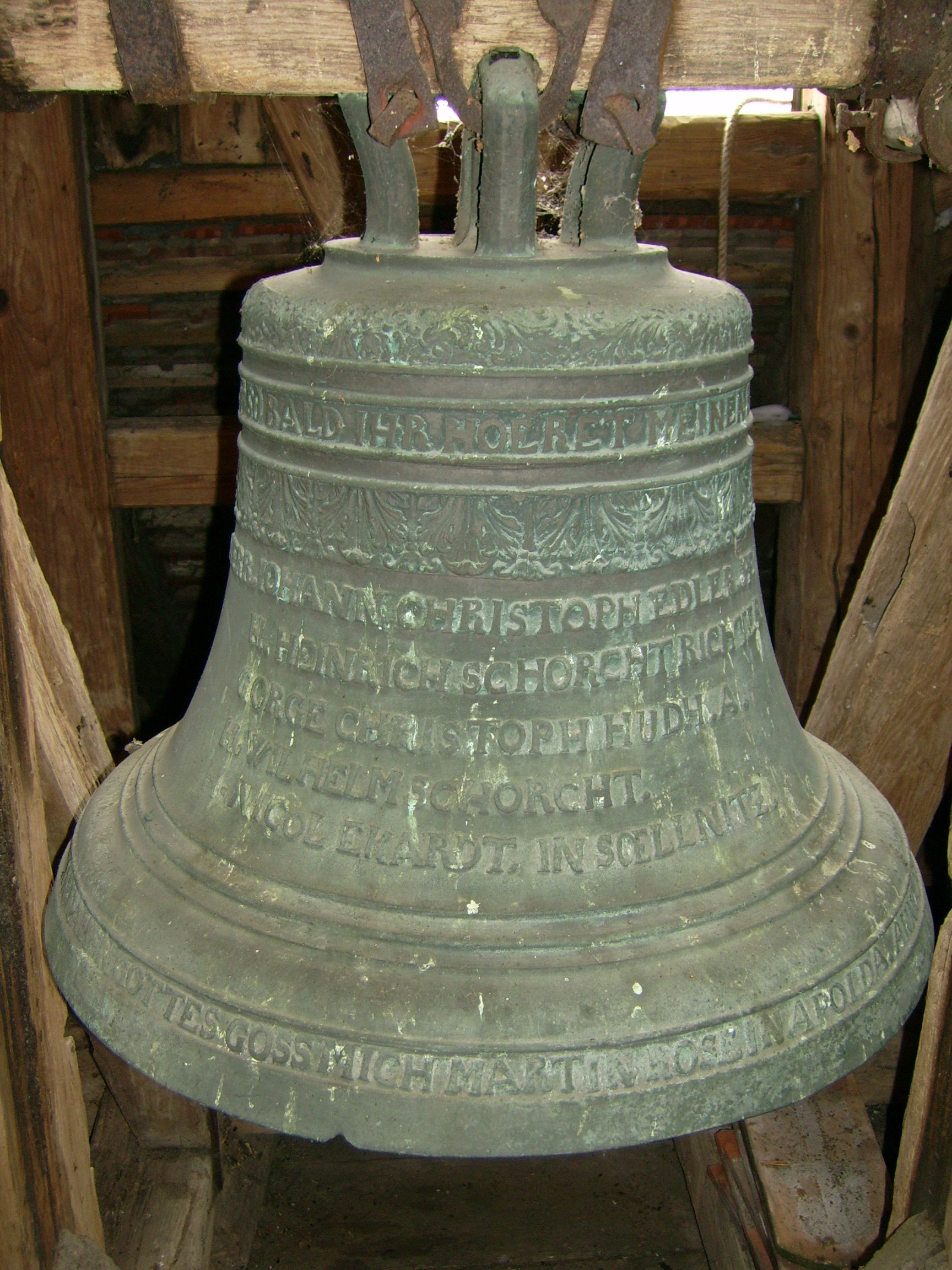
Die Rose-Glocke

Nachdem das Gotteshaus im Dreißigjährigen Krieg abgebrannt war, wurde ein einfacher Barockbau unter Verwendung alter Bauteile errichtet.
Das Haus besitzt einen dreiteiligen Chorabschluss mit kleinen Rundbogenfenstern, ansonsten sind sie rechteckig mit Stein- und Holzgewänden. Westlich steht die Eingangstür. Das auf einem Achteckgeschoss ruhende Mansarddach wird von einem Dachreiter und Schweifhaube mit direkt aufsitzenden Helm und Wetterfahne mit der Jahreszahl 1787 gekrönt.
Die Bronze-Kirchenglocke goss 1755 Glockengießer Martin Rose von der Glockengießerei Rose in Apolda – sie ist offenbar die einzige bis heute erhaltene Glocke von Gießer Martin Rose.
Die Kanzelwand füllt den Altarraum in ganzer Breite und einer Strahlensonne. Die barocke Emporenhalle besitzt eine klare, im 19. Jahrhundert vereinfachte, Architektur, dazu zählen die zweigeschossigen Emporen, ein Taufgestell aus Holz mit Deckel, barocke Taufengel und ein Altarkreuz. Der Holzaltar stammt aus dem Jahr 1871, die Orgel von der Firma Förtsch aus Blankenhain. „… an welchem Tag durch starkes Regenwetter eine große Wasserflut durch Austreten des Baches entstand, so dass der Heimweg für die versammelten auswärtigen Festbesucher erst am anderen Morgen möglich wurde…“